# Liste der Monuments historiques in Passy-sur-Seine
Die Liste der Monuments historiques in Passy-sur-Seine führt die Monuments historiques in der französischen Gemeinde Passy-sur-Seine auf.

## Liste der Objekte
| Bezeichnung                           | Beschreibung                                               | Standort                        | Kennzeichnung | Schutzstatus | Datum | Bild |
| ------------------------------------- | ---------------------------------------------------------- | ------------------------------- | ------------- | ------------ | ----- | ---- |
| Glocke                                | Bronze, 1559 gegossen                                      | in der Kirche St-Quentin (Lage) | PM77004975    | Inscrit      | 2015  |      |
| Skulptur des heiligen Quentin         | Holz, polychrom gefasst, erste Hälfte des 17. Jahrhunderts | in der Kirche St-Quentin (Lage) | PM77004864    | Inscrit      | 2005  |      |
| Skulptur des heiligen Quentin         | Holz, polychrom gefasst, 18. Jahrhundert                   | in der Kirche St-Quentin (Lage) | PM77002349    | Inscrit      | 1977  |      |
| Grabplatte der Familie Véelu          | Stein, 1669 und 1682                                       | in der Kirche St-Quentin (Lage) | PM77002348    | Inscrit      | 1977  |      |
| Skulptur des heiligen Johannes        | Holz, polychrom gefasst, 16. Jahrhundert                   | in der Kirche St-Quentin (Lage) | PM77002398    | Inscrit      | 1977  |      |
| Trauerband der Familie Véelu          | Wandmalerei, 1682                                          | in der Kirche St-Quentin (Lage) | PM77003847    | Inscrit      | 1980  |      |
| Tresor in der Sakristei               | Holz und Eisen, 18. Jahrhundert                            | in der Kirche St-Quentin (Lage) | PM77002350    | Inscrit      | 1977  |      |
| Schranklesepult                       | Holz, 18. Jahrhundert                                      | in der Kirche St-Quentin (Lage) | PM77002401    | Inscrit      | 1977  |      |
| Kanzel                                | Holz, 18. Jahrhundert                                      | in der Kirche St-Quentin (Lage) | PM77002397    | Inscrit      | 1977  |      |
| Ziborium (verschwunden)               | Eisen, um 1800                                             | in der Kirche St-Quentin (Lage) | PM77002400    | Inscrit      | 1977  |      |
| Hauptaltar mit Retabel und Tabernakel | Holz, bemalt und vergoldet, zwischen 1624 und 1628         | in der Kirche St-Quentin (Lage) | PM77002222    | Classé       | 2005  |      |
| Gemälde im Retabel des Hauptaltars    | erstes Viertel des 17. Jahrhunderts                        | in der Kirche St-Quentin (Lage) | PM77001339    | Classé       | 1939  |      |
| Platte (verschwunden)                 | Eisen, um 1800                                             | in der Kirche St-Quentin (Lage) | PM77002351    | Inscrit      | 1977  |      |
| Skulptur Christus am Kreuz            | Holz, polychrom gefasst, 16. Jahrhundert                   | in der Kirche St-Quentin (Lage) | PM77002399    | Inscrit      | 1977  |      |
| Weihwasserbecken                      | Stein, 17. Jahrhundert                                     | in der Kirche St-Quentin (Lage) | PM77003846    | Inscrit      | 1980  |      |
| Chorschranke                          | Holz, Ende des 17. Jahrhunderts                            | in der Kirche St-Quentin (Lage) | PM77002403    | Inscrit      | 1977  |      |
| Skulptur Madonna und Kind             | Stein, polychrom gefasst, 16. Jahrhundert                  | in der Kirche St-Quentin (Lage) | PM77002402    | Inscrit      | 1977  |      |